# نائوهد سیروسی
نائوهد سیروسی (به انگلیسی: Nauheed Cyrusi) (زاده ۱۹ اکتبر ۱۹۸۲) بازیگر هندی است.
از فیلم‌هایی که وی در آن نقش داشته‌است می‌توان به من و خانم خانا اشاره کرد.

## فیلم‌شناسی
فهرست برخی از فیلم‌هایی که نائوهد سیروسی در آن‌ها به ایفای نقش پرداخته‌است:
- من و خانم خانا
- قربانی
- خط ممنوع سرنوشت
- انوار
- کشاورز
- فقط
- گاهی در زندگی
- قتل قراردادی
- اگر